# Lycochoriolaus aurifer
Lycochoriolaus aurifer là một loài bọ cánh cứng trong họ Cerambycidae.